# Militärflugplatz Tomaszów Mazowiecki

i7
i11
i13
Der Flugplatz Tomaszów Mazowiecki ist ein Militärflugplatz in Polen. Das Areal diente nach dem Zweiten Weltkrieg insbesondere als Militärflugplatz. Der Flugplatz liegt auf dem Gebiet der Landgemeinde Tomaszów Mazowiecki nördlich des Dorfs Nowy Glinnik, sieben Kilometer nordöstlich des Stadtzentrums von Tomaszów Mazowiecki. Heute nutzen ihn die polnischen Heeresflieger als Hubschrauberstützpunkt der 25 Brygada Kawalerii Powietrzne (25. Luftkavalleriebrigade).

## Geschichte
Nach Ende des Zweiten Weltkriegs wurde der Flugplatz zunächst eine Basis von Schlachtflugzeugen des 7. und des 6. Schlachtfliegerregiments, 7 und 6 Pułk Lotnictwa Szturmowego (7 PLSz, 6 PLSz) der Luftstreitkräfte der Polnischen Volksarmee.
Im Jahr 1951 wurde der Stützpunkt eine Ausbildungseinrichtung, hier wurde die 1. Staffel der Flugschule Nr. 5 stationiert. Nach einigen weiteren Verlegungen wurde der Flugplatz im Jahr 1960 Stützpunkt des 66. fliegerischen Ausbildungsregiments, 66 Lotniczy Pułk Szkolny (66 LPSz). Das Regiment war über die Jahre mit verschiedenen Schulflugzeugen ausgerüstet und wurde nach drei Jahrzehnten Ende 1989 aufgelöst. Der Flugplatz diente den Luftstreitkräften dann noch bis 1995 als eine weitere Basis des 60 LPSz aus Radom.
Im Jahr 1995 wurde der Flugplatz an die polnischen Heeresflieger, Lotnictwo Wojsk Ladowych (LWL), übergeben. Diese stellten hier die 7. Luftdivision, 7.Dywizjon Lotniczy, auf. Das seinerzeit als Regiment bezeichnete Geschwader erhielt in den Jahren bis 2001 36 PZL W-3 Sokół Helikopter.

## Militärische Nutzung
Er dient der 7.Dywizjon Lotniczy (7. Luftdivision). Das Geschwader gehört zur 25. Luftkavalleriebrigade der polnischen Landstreitkräfte. Ihm unterstehen vier fliegende Staffeln:
- 1.Eskadra Śmigłowców, Hubschrauberstaffel ausgerüstet mit W-3W/W-3WA "Sokół"
- 2.Eskadra Śmigłowców Szturmowych, Hubschrauberstaffel, ausgerüstet mit W-3W/W-3WA "Sokół"
- Eskadra Śmigłowców Rozpoznania Radioelektroniczwego, Elektronische Aufklärungshubschrauberstaffel, ausgerüstet Mi-17AE und W-3AE
- Powietrzna Jednostka Ewakuacji Medycznej, Hubschraubergruppe, ausgerüstet mit W-3A PPD-2, W-3A SSR-10 "Procjon" und W-3RR S-1RR "Procjon"